# Hofmeester
Hofmeester is een beroep dat kan worden onderverdeeld in twee categorieën: 
- Een hofmeester (latijn: Magister curiae) was tijdens de middeleeuwen als lid van de karolingische ministerialiteit verantwoordelijk voor het hofhuishouden van een leenheer;
- Een hofmeester is een werknemer op een marineschip die voorheen verantwoordelijk was voor de verzorging van officieren en officiershutten. Heden is het een horeca-functie bij de Nederlandse defensie vergelijkbaar met de rol van kelner.

## Hofhuishouding
Oorspronkelijk zorgde de drossaard voor de tafel van de heer. Deze taak ontwikkelde zich in de 8e en 9e eeuw n.C. in twee richtingen. Aan de ene kant krijgt de drost steeds meer taken buiten het hof en wordt hij een bestuursambtenaar in een afgebakend ambtsgebied, bijvoorbeeld in het oorspronkelijke gebied van de graaf. Zo bekeken is hij de voorloper van de ambtman (amman). Aan de andere kant ontwikkelt de taak van de drossaard zich tot die van hofmeester (magister curiae) en beperkt deze zich meer en meer tot het organiseren van feestelijkheden en de garderobe van de heer.

## Marine
Hofmeesters verzorgden tot in de tweede helft van de twintigste eeuw officieren, onderofficieren en hun hutten. In 1978 werd de functie samengevoegd met de functies van bottelier (verantwoordelijk voor de inkoop van proviand en rantsoenering) en kok, die nu samen voor de verzorging van het opvarenden verantwoordelijk zijn. De term hofmeester wordt heden slechts nog gebruikt om kelners aan te duiden op schepen, en is zo op passagiersschepen vergelijkbaar met een 'steward' in een vliegtuig.